# Пентеконтаэтия
Пентеконтаэтия (др.-греч. πεντηκονταετία, «пятьдесят лет») — термин, используемый для обозначения периода древнегреческой истории между вторым персидским вторжением в Грецию в 479 году до нашей эры и началом Пелопоннесской войны в 431 году до нашей эры. Термин придуман Фукидидом, который использовал его в своём описании этого периода. Пентеконтаэтия характеризуется ростом Афин как доминирующего государства в греческом мире и расцветом афинской демократии.
Вскоре после победы греков в 479 г. до н. э., Афины взяли на себя руководство Делосским союзом, коалицией государств, которые хотели продолжать войну с персами. Этот союз одержал ряд побед и вскоре превратился в доминирующую военную силу в Эгейском море. Афинский контроль над союзом вырос после того, как некоторые «союзники» были сведены до положения данников, и к середине V века до н. э. (союзная казна была перенесена из Делоса в Афины в 454 г. до н. э.) союз был фактически преобразован в Афинскую державу. Афины много выиграли от этого, пережили культурное возрождение и провели ряд крупных общественных строительных проектов, в том числе Парфенон; афинская демократия, тем временем, превратилась в то, что сегодня называют радикальной или Перикловой демократией, в которой народное собрание граждан осуществляет почти полный контроль над государством.
Более поздние годы пентеконтаэтии были отмечены ростом напряжённости между Афинами и традиционными сухопутными державами Греции, возглавляемыми Спартой. Между 460 г. до н. э. и 445 г. до н. э., Афины воевали с коалицией сухопутных полисов во время так называемой первой Пелопоннесской войны. В ходе этого конфликта Афины получили, а затем потеряли контроль над обширными районами центральной Греции. Конфликт был завершён Тридцатилетним миром, который длился до конца пентеконтаэтии и начала Пелопоннесской войны.
В конечном итоге, разрыв мирного договора был спровоцирован нарастанием конфликта между Афинами и несколькими союзниками Спарты. Союз афинян с Керкирой и нападение на Потидею обозлило Коринф, а мегарской псефизмой были введены жёсткие экономические санкции против Мегары, ещё одного спартанского союзника. Эти конфликты, наряду с общим представлением о том, что Афины стали слишком могущественными, привели к разрыву мирного договора; Пелопоннесская война разразилась в 431 году до нашей эры.

## Хронология пентеконтаэтии (480—431 гг. до н. э.)
479 — восстановление Афин: хотя греки одержали победу в ходе греко-персидской войн, многие греки считали, что персы хотят отомстить. Это привело к тому, что Афины восстановили Длинные стены, которые были разрушены персидской армией во время оккупации Аттики в 480 г. до н. э.
478 — создание Делосского союза: Афины и другие города-государства образуют коалицию против Персии.
477 — завоевание Эйона: Кимон, сын Мильтида, победителя при Марафоне, привёл Афины к многочисленных победам и военной прибыли. В 477, он вёл армию против захваченного персами Эйона в Северной Греции. Афины получили пользу от этого похода, так как этот регион был богат древесиной, которая имела решающее значение для роста афинского военно-морского флота.
476 — завоевание Скироса: успехи предыдущих походов под командованием Кимона продолжаются. В 476, Афины воевали против пиратов Скироса, так как Делосский союз хотел уменьшить пиратство и захватить важные материалы для себя.
469 — походы в Малую Азию и битва при Эвримедонте: между 469 и 466 Делосский Союз воевал в Малой Азии против Персии. Кимон убедил греческие поселения на побережье Карии и Ликии восстать против Персии. Это привело к тому, что персы мобилизовали силы для борьбы с Кимоном в битве при Эвримедонте в Памфилии. Кимон победил персидскую армию, а военная прибыль была использована для финансирования Афинских городских стен.
465 — операции в Северной Греции: афинская мощь и стремление к экспансии растёт. В 465, после основания клерухии на Херсонесе, они пытались получить контроль над Фасосом. Фукидид писал, что спартанцы хотели вторгнуться в Аттику, чтобы помочь Фасосу. Однако после катастрофического землетрясения и последовавшего за ним восстания илотов в Спарте, никакого вторжения не произошло.
461 — дебаты в Афины относительно оказания помощь Спарте: илоты восстают против Спарты, Афины предлагают Спарте свою помощь, направляют 4000 гоплитов для подавления мятежа. По словам Фукидида, спартанцы решили отослать домой афинское войско под командованием Кимона, потому что они думали, что Афины объединятся с илотами на Ифоме, чтобы сформировать союз и осаждать Спарту. Спартанцы не чувствовали себя комфортно с такой большой афинской армией на территории своего города. Если афиняне повернут свои войска на Спарту, город не сможет защитить себя. На данный момент, Спарта признала, что Афины могут быть слишком могущественными.
460 — столкновение Афин с Коринфом из-за Мегары: мегарцев присоединяются к Делосскому союзу под влиянием Афин, что вызвало недовольство коринфян. Даже используя слабых афинских солдат, они могли бы легко выиграть войну против Коринфа.
460 — Афинская экспедиция в Египет: Афины заключили союз с египтянами, восставшими против Персии. Однако, их экспедиция не приведет к большому успеху против Персии, так как 100 афинских кораблей были уничтожены в районе Дельты.
458 — Длинные стены: строительство Длинных стен предоставило Афинам крупное военное преимущество, образовался барьер вокруг города-государства и его гавани, что позволило их кораблям получить доступ к водным путям, не опасаясь угрозы извне. Две стены были построены из города к морю, одна к Фалеру, а другая в Пирей. Афины полагались на эти Длинные стены, чтобы защитить себя от вторжения, когда главные силы атаковали вражеские города.
458— битва при Танагре: согласно Фукидиду, спартанцы помогли дорийцам из этнической солидарности. Спарта отправила 1500 Гоплитов и еще 10 000 из их для борьбы с фокейцами, вторгшимися в Дориду.
450— Каллиев мир, хотя существование этого мирного договора является предметом научных дебатов, на нём Афины и Персия якобы договорились о прекращении войны.
447 — афинская армия потерпела поражение при Коронее, в результате чего покинула Беотию.
446 — вторжение пелопоннесцев в Аттику: Афины продолжали свою косвенную войну со Спартой, пытаясь получить контроль над Дельфами. Города-государства, такие как Мегары и Эвбея, начали бунтовать против Афин и Афинского союза, когда спартанская армия вторглась на афинскую территорию.
445 — Тридцатилетний мир между Афинами и Спартой: после потери Аттики, Беотии и Мегары Афины согласились на тридцатилетний мир в обмен на все завоеванные территории на Пелопоннесе. С этого момента все будущие конфликты между Афинами и Спартой разрешались арбитражем.
447 — Афинская колонизация и колония Бреа: в условиях тридцатилетнего мира Афины смогли сосредоточить внимание на росте, а не на войне. Из 447-445, Делосского Союза был способен оказывать влияние городов-государств на побережье Средиземного присоединиться и отдать дань уважения (фото). Это помогло регионе, потому что к изъявлениям каждого города-государства снижается с увеличением числа участников Лиги.
441 — Самосское восстание — Афины решили осадить Самос после их восстания в 441. Однако персы решили воспользоваться случаем, чтобы поддержать Самос, независимо от того, был ли Каллиев мир. Афины в конечном итоге потратили 1200 талантов для финансирования войны через казну Делосского союза. Некоторые ученые считали, что Спарта могла помочь Самосу, но решила этого не делать из-за мирного договора.
437 — основание Амфиполя: с огромными ресурсами, особенно древесину для судостроения, Афины основан город Амфиполь на берегу реки Стримон. Амфиполь был чрезвычайно важен для Афин, поскольку он контролировал многие торговые маршруты.
432 — Потидейский инцидент: Афины пригрозили возможностью восстание, подстроенное Коринт. Афины потребовали от Потидеи снести их длинные стены и прогоните Коринф послов. Однако, когда Афины достигли Потидеи, они были готовы сражаться Афины при поддержке Коринфской армии. Коринфяне также способен влиять на спартанцев, чтобы присоединиться к делу, так как Спарта не хотела потерять такой богатейшей союзника.
432 — Мегарской Указ: со Спартой помощи, Мегара призвал Афины отказаться от своего декрета против них, так как это вредит их экономике, они были запрещены к использованию Афинских рынков и гаваней. Афины утверждает, что Мегарцев оскорбила их, вторглись на земли священной Деметры и убил афинский посол. Однако, большинство ученых считают, это был акт мести, когда Мегара восстали в начале Pentecontaetia.
432 — Пелопоннесская война—это положило конец Pentecontaetia, как Афины и Спарта занимается тотальной войны, которая в итоге привела к упадку афинской Империи.

### Демократия в Афинах во время пентеконтаэтии
После изгнания Кимона в Афинах его соперники Эфиальт и Перикл реализовали демократические социальные реформы. В 462 г. до н. э. Эфиальт бросил вызов Ареопагу, утверждая, что его члены злоупотребляют своими полномочиями. Частью реформы было введение «графэ параномон» или публичного протеста против незаконных указов. Любой гражданин будет иметь право на вызов предыдущей степени привил Ареопаг и утверждают его недействительным. Ассамблея должна провести докимасию или экспертизы государственных служащих, прежде чем они войти в кабинет. Возможности для граждан к вступлению в офисе были сильно возрос, когда 500 членов были добавлены. Передача полномочий Ареопага всех Афинских граждан включена в более демократическом обществе.
После смерти Эфиальта его младший партнер Перикл продолжил реформы, превратив Афины в самый демократичный город-государство Древней Греции. За 450, он осуществил государственную зарплату в два обола в день в присяжные заседатели для повышения общественного участия граждан. Однако, эта система вызвала возмущение со стороны элит, утверждая, что бедные необразованные и неспособные управлять.

### События, приведшие к войне
Фукидид дает нам уникальную перспективу для обзора Пелопоннесской войны, так как он фактически принимал участие в конфликте. Этот опыт из первых рук позволяет заглянуть в разум человека, в центре мытарства. Конфликт между Афинами и Спартой в Фукидида глаза неизбежному противостоянию двух великих держав. В начале этого напряжения начинается на ранней стадии афинской империи после поражения Персии в период под названием “pentekontaetia”. В pentekontaetia началась в 479 и закончилась с началом войны. С большой уверенностью в своих военных способностях, возможно, немного не успела, machoism, и необходимость анти-персидский Союз, Афины начинает вербовку различных греческих городов-государств в союз, называемый делосский Союз. Рост Афинские власти через делосский Союз сосредоточено на растущей военно-морского флота, восстановление стен, которые защищают город от наземных атак, и агрессивный толчок, чтобы расширить свое влияние в которую вошли несколько стычек с другими державами. Фукидид пишет о том, как этот период рост был неизбежным причиной войны, “их превосходство выросла в период между настоящей войной и греко-персидских войн, через своих военных и политических действий рассказанных ниже против варваров, против своих же союзников в бунт, и против Пелопоннесцев которыми они сталкивались по разным поводам.” (1.97 [2]) 
Афинского морского превосходства был великий страх Спарты и ее союзников. В то время как спартанцы бою не было равных на земле, когда он пришел к морю Афинах было явного победителя. Этот раскол, казалось, были уже приняты, спартанцы, много лет назад, однако наступательность и эффективность афинский морской войны еще не в полной мере. По данным Фукидида после поражения Персии, Афинах начинает восстановить длинные стены, которая соединяла главный город Афины с портом Пирей около 478. “Спартанское чувство было в то время очень дружественных по отношению к Афинам на счет патриотизма, которые она проявила в борьбе с Мидянин. Все-таки поражение их пожелания не могли, но вызывать их секретное раздражение.” (1.92 [1]) Спартанский раздражение проистекает частично из длинных стен является серьезным сдерживающим фактором для наземных, номера-тактика осады котором спартанцы были особенно искусны в, а также от способа, в котором сделка была посредничестве. 
Фукидид пишет Фемистокл, посланника в Спарта, который в 479 изменили ход истории путем сокрытия фактов, касающихся строительства стены вокруг Афин и Пирея. В Фемистокл'speech к Спартанскому Ассамблеи Фукидид отмечает, что на данный момент афинской независимости был выделен. “Везде, где они совещались со Спартанцами, они оказались в суде второй нет.” (1.91 [5]) это важный шаг, потому что Фемистокл формулирует, что Афины-это независимое государство со своей собственной повестки дня, что почистили за других. Это очень важный момент в преддверии Пелопоннесской войны , потому что один человек приписывают создание раскола. Фемистокл через его хитроумие утверждает, независимой и сильной афинской идентичности. Он дает понять, после того, как стены были защищены (обеспечение Афинского сила), что Афины-это независимые и эгоистичные решения. Кроме того, Фемистокл также прогнозирует, что рост Афинские власти будут сосредоточены на море. “Ибо он первый решился сказать им, чтобы держаться в море и немедленно начал закладывать основы империи”. (1.93 [5]) Фукидид кредиты Фемистокл с определения точки, в которой Афины становится империей, создавая разрыв между Спартой и Афинами.